# Michał Marusik
Michał Marusik, né le 26 septembre 1951 à Skrzynki et mort le 18 décembre 2020 à Gdańsk, est une personnalité politique polonaise, membre du Congrès de la Nouvelle Droite (KNP).

## Biographie
Le 25 mai 2014 il est élu député européen polonais. En janvier 2015, il a succédé à Janusz Korwin-Mikke à la tête du parti. Au Parlement européen, il siège parmi les Non-inscrits avant de rejoindre l'Europe des nations et des libertés en juin 2015.